# Peren (Indien)
Peren ist eine Stadt im indischen Bundesstaat Nagaland.
Die Stadt ist Hauptort des Distrikts Peren. Peren hat den Status eines Town Committee. Die Stadt ist in 9 Wards gegliedert. Sie hatte am Stichtag der Volkszählung 2011 5084 Einwohner, von denen 2538 Männer und 2546 Frauen waren. Christen bilden mit einem Anteil von über 91 % die Mehrheit der Bevölkerung in der Stadt. Hindus bilden eine Minderheit von über 6 %. Die Alphabetisierungsrate lag 2011 bei 88,3 % und damit deutlich über dem nationalen Durchschnitt. 86,7 % gehören den Scheduled Tribes an.